# C/2020 S3 (Erasmus)
C/2020 S3 (Erasmus) é um cometa não periódico que foi descoberto na noite do dia 17 de setembro de 2020 por Nicolas Erasmus, membro da equipe do Projeto ATLAS-MLO (Hawaii, EUA). Na ocasião o cometa se apresentava como um astro de 18ª magnitude situado na constelação do Unicórnio, entre as estrelas 15 e 17 Monocerotis.

## Observação
Ele fará sua aproximação mais próxima do Sol em 12 de dezembro de 2020 a 0.83 UA, e da Terra em 18 de novembro a 1,03 UA. Ele está agora com uma magnitude aparente em torno de 10. Se ele continuar nesse mesmo ritmo de aumento no brilho, é possível que atinja a 7ª magnitude no final de novembro de 2020.

## Ligações Externas
- C/2020 S3 no JPL Small-Body Database (em inglês)
- C/2020 S3 ( Erasmus ) – Seiichi Yoshida (em inglês ou japonês)